# Styrsö
För andra betydelser, se Styrsö (olika betydelser).

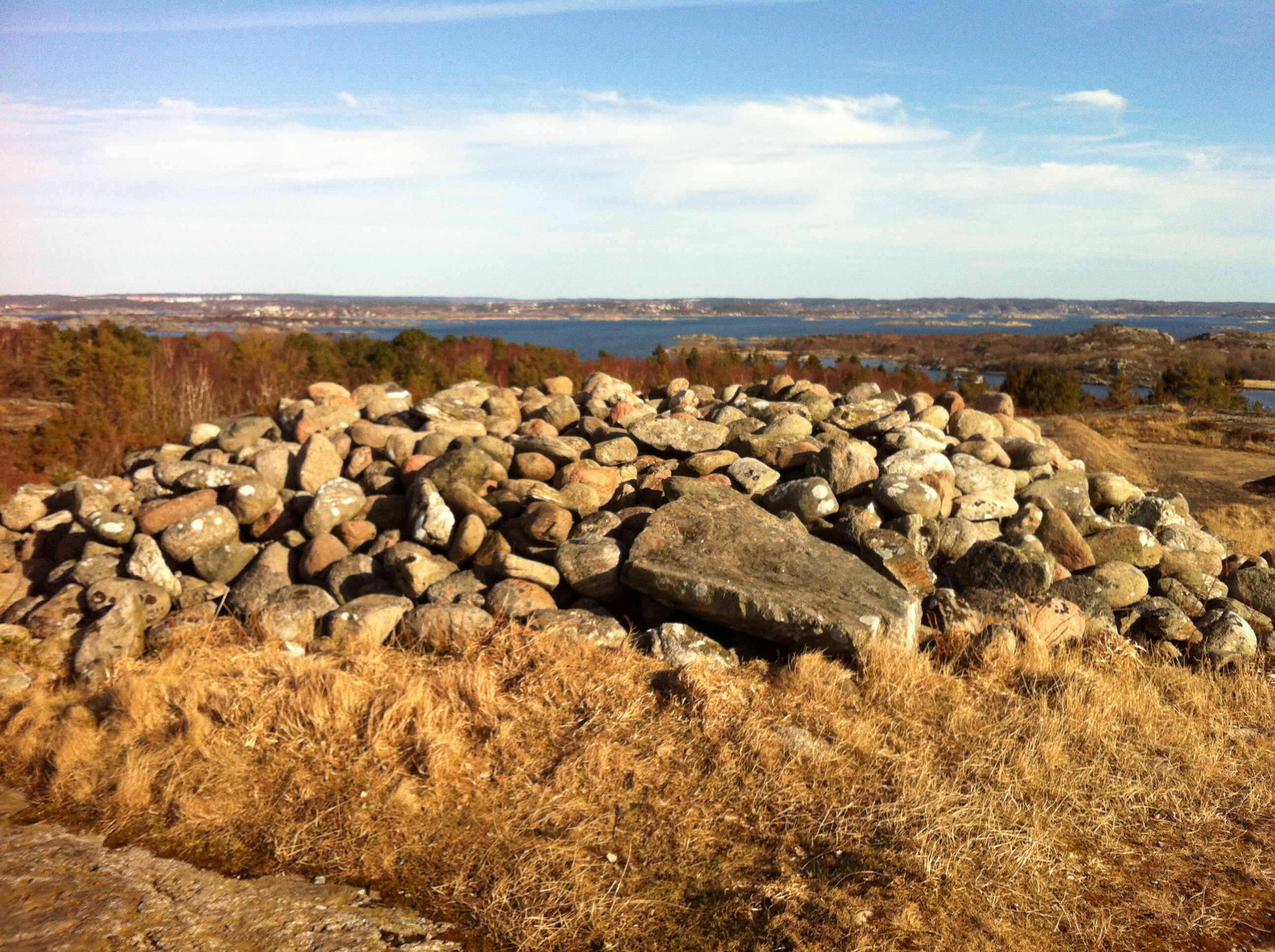
Ett stenröse på Styrsö, 2012.

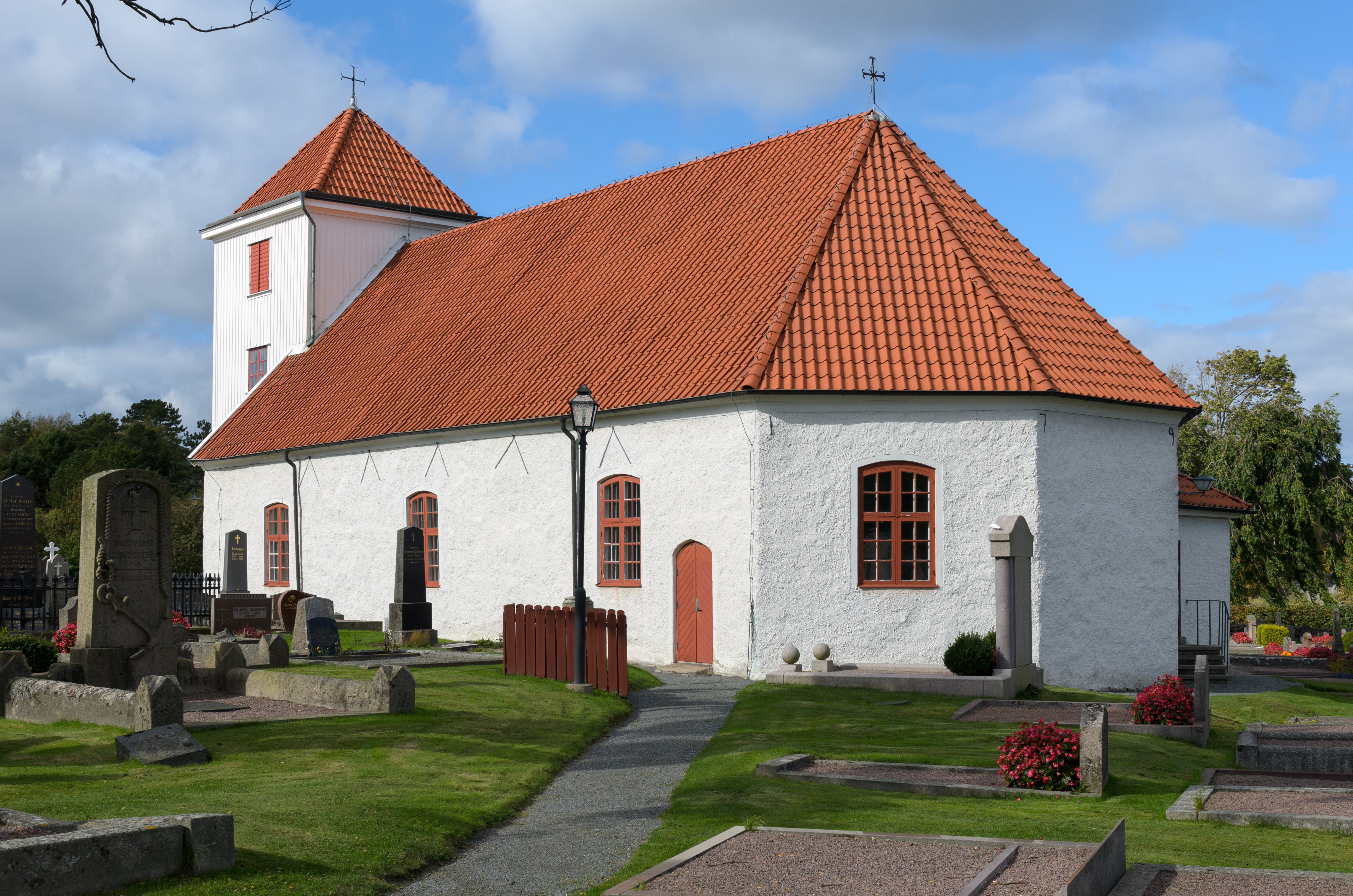
Styrsö kyrka.

Styrsö är en tätort (sedan 2020 tillsammans med Donsö), en ö och en stadsdel i Göteborgs södra skärgård. Den är centralort för Södra skärgården, som ingår i stadsområde Sydväst i Göteborgs kommun. Styrsö ingår i landskapet Västergötland.
Cirka 45 förhistoriska fornlämningar är kända: en tredjedel stenåldersboplatser och de övriga rösegravar från bronsåldern. Från historisk tid märks åtta begravningsplatser, några labyrinter och mera än 400 tomtningar.
Orten är kyrkby i Styrsö socken och ingick till 1974 i Styrsö landskommun där ett municipalsamhälle fanns för ön/orten från 4 maj 1923 till 31 december 1959.
År 1902 invigdes Styrsö Hafsbads restaurant, efter ritningar av Sven Steen. Anläggningen brändes 1969 ner av brandkåren.

## Etymologi
Namnet Styrsö är tidigast belagt i Valdemar Sejrs jordebok från 1200-talet och skrevs ”Styrisø”, med betydelsen styrir (skeppsbefälhavare) i fornnordisk sjömilitär organisation. Öarna under Styrsö socken hade benämningen ”Öijarna” 1550, ”Öijerne” 1685, men även ”Söröjorna” 1713.

## Befolkningsutveckling
| Befolkningsutvecklingen i Styrsö/Styrsö och Donsö 1960–2020                    | Befolkningsutvecklingen i Styrsö/Styrsö och Donsö 1960–2020 | Befolkningsutvecklingen i Styrsö/Styrsö och Donsö 1960–2020 | Befolkningsutvecklingen i Styrsö/Styrsö och Donsö 1960–2020 | Befolkningsutvecklingen i Styrsö/Styrsö och Donsö 1960–2020 |
| ------------------------------------------------------------------------------ | ----------------------------------------------------------- | ----------------------------------------------------------- | ----------------------------------------------------------- | ----------------------------------------------------------- |
|                                                                                |                                                             |                                                             |                                                             |                                                             |
| År                                                                             |                                                             |                                                             | Folkmängd                                                   | Areal (ha)                                                  |
| 1960                                                                           | 1960                                                        |                                                             | 890                                                         |                                                             |
| 1965                                                                           | 1965                                                        |                                                             | 911                                                         |                                                             |
| 1970                                                                           | 1970                                                        |                                                             | 933                                                         |                                                             |
| 1975                                                                           | 1975                                                        |                                                             | 1 129                                                       |                                                             |
| 1980                                                                           | 1980                                                        |                                                             | 1 169                                                       |                                                             |
| 1990                                                                           | 1990                                                        |                                                             | 1 205                                                       | 156                                                         |
| 1995                                                                           | 1995                                                        |                                                             | 1 367                                                       | 158                                                         |
| 2000                                                                           | 2000                                                        |                                                             | 1 381                                                       | 158                                                         |
| 2005                                                                           | 2005                                                        |                                                             | 1 331                                                       | 158                                                         |
| 2010                                                                           | 2010                                                        |                                                             | 1 304                                                       | 158                                                         |
| 2015                                                                           | 2015                                                        |                                                             | 1 324                                                       | 178                                                         |
| 2020                                                                           | 2020                                                        |                                                             | 2 892                                                       | 285                                                         |
| Anm.: Donsö uppgick i denna tätort 2020, varefter den benämns Styrsö och Donsö |                                                             |                                                             |                                                             |                                                             |

## Kommunikationer
Skärgårdsbåten mellan Saltholmen och Styrsö tar 15–25 minuter. Ön har en broförbindelse med Donsö, som är den folktätaste ön i Södra skärgården.